# La Amistad
La Amistad je mezinárodní park v pohraniční oblasti mezi Kostarikou a Panamou. Kostarický park byl v roce 1982 vyhlášen biosférickou rezervací a o rok později byl zapsán do seznamu světového přírodního dědictví UNESCO. Panamská část vznikla v roce 1988 a v roce 1990 došlo k rozšíření zápisu ve světovém dědictví i na panamskou část mezinárodního parku.

## Geografické vymezení
Celková rozloha parku je více než 400 000 ha.
- Panamská část zaujímá 207 000 ha a rozprostírá se v panamské provincii Bocas del Toro a částečně i v provincii Chiriquí.
- Kostarická část má rozlohu okolo 199 147 ha. Zasahuje do 4 kostarických provincií: Cartago, San José, Puntarenas, Limón.

## Fauna a flóra
Park se nachází v pohoří Cordillera de Talamanca. Většina parku je porostlá tropickým deštným lesem, ve vyšších partiích se vyskytuje mlžný les. Jedná se o jeden z regionů celé Střední Ameriky s nejsouvislejšími a neporušenými lesními porosty. Nejnižší místo parku je jen 100 metrů nad hladinou moře. Vrcholky pohoří přesahují výšku až 3 000 metrů.
Z kočkovitých šelem se zde vyskytuje jaguár, puma, ocelot, jaguarundi, margay a oncilla. Bylo zde napočítáno na 500 druhů ptáků (z toho 49 endemických) a 115 plazů a obojživelníků.

## Další území
Biosférická rezervace zahrnuje kromě samostatného mezinárodního parku La Amistad i několik dalších chráněných území v Kostarice. Jmenovitě se jedná o:
- Národní park Chirripó
- Národní park Tapantí
- Národní park Barbilla
- území Las Tablas, Río Macho a Hitoy Cerere
- několik indiánských rezervací